# Promynoglenes
Promynoglenes es un género de arañas araneomorfas de la familia Linyphiidae. Se encuentra en Nueva Zelanda. 

## Lista de especies
Según The World Spider Catalog 12.0:
- Promynoglenes grandis Blest, 1979
- Promynoglenes minuscula Blest & Vink, 2003
- Promynoglenes minuta Blest & Vink, 2002
- Promynoglenes nobilis Blest, 1979
- Promynoglenes parvula Blest, 1979
- Promynoglenes silvestris Blest, 1979